# Tacaneco
Tacaneco (Tacanec). –Ime za grupu Mame Indijanaca nastanjenih u departmanu San Marcos u Gvatemali i susjednom Meksiku, preko 29.000 pripadnika, od čega 28.000 u Gvatemali i (1.200) u Meksiku. Meksički dio populacije nastanjen je u brdima blizu Motozintle i Mazape u istočnom Chiapasu. Ime su dobili po općini Tacaná. Jezično pripadaju porodici Mayan. 
Tacaneci su do 1970. živjeli u izolaciji koja ih je spašavala od pljački i utjecaja mestičke civilizacije. Izgradnjom putova 1970.-tih postali su izloženi političkim represijama, a njihova zemlja na kojoj su kolektivno uzgajali grah i kukuruz razdijeljena je privatnim vlasnicima. Ovo je natjeralo mnoge Tacanece da si posao potraže kao radnici uglavnom u Sjedinjenim Državama.
Jezik Tacaneco Indijanaca izgubio je i status jezika nakon što je Nora Clearman England podnesla zahtjev 5. 8. 2008., i što je 16. 1. 2009 i usvojeno, te se sada vodi kao dijalekt jezika mame.

## Vanjske poveznice
- Tacanec